# Terra (DC Comics)
Terra, il cui vero nome è Tara Markov, è un personaggio dei fumetti pubblicati negli Stati Uniti d'America dalla DC Comics, comparso nelle serie sui Giovani Titani ed originaria della Markovia, nazione fittizia dell'Universo DC.

## Biografia del personaggio
Tara Markov, la sorellastra di Brion Markov alias Geo-Force, era la figlia illegittima del re di Markovia. Mentre era a Markovia, era in cura dalla dottoressa Helga Jace e, attraverso i suoi esperimenti, Terra ottenne la capacità di manipolare le rocce e la possibilità di controllare tutte le forme di materia appartenenti alla terra (tranne la sabbia e la vegetazione). Dopo aver ottenuto questi poteri, il padre ha chiesto che lei lasciasse la Markovia per andare negli Stati Uniti, per evitare che lo scandalo del re con una figlia illegittima diventasse pubblico. A differenza di suo fratello più eroico, Geo-Force, Terra aveva problemi psicologici profondamente radicati, convinti che, con i loro poteri, avrebbero dovuto governare la Terra piuttosto che aiutare le masse più deboli.
Come risultato di questa convinzione, Terra divenne una mercenaria, facendo il lavoro sporco per gli altri. Un suo cliente notevole era Deathstroke, che ha conosciuto quando aveva quindici anni e con cui ha avuto una relazione. È entrata a far parte dei Teen Titans, prendendoli in giro mettendo in scena una battaglia contro Deathstroke. Ha poi operato come spia per Deathstroke, alla fine fornendo le informazioni di cui aveva bisogno per rapire i Titani, senza alcun rimpianto.
Alla fine, i Titani catturati furono tenuti in una roccaforte dai superiori di Deathstroke, l'H.I.V.E., Nightwing, e il figlio di Deathstroke, Joseph Wilson fecero irruzione nel complesso per salvarli, ma furono catturati. Quando fu presentato a Deathstroke e all'organizzazione in generale, Joseph prese possesso di suo padre e liberò i Titani, che attaccarono quindi l'H.I.V.E. Non conoscendo i poteri di Gerico, Terra credeva che Deathstroke si fosse rivoltato contro di lei, e finì per impazzire.
Quando il malinteso fu chiarito, era ancora furiosa con Deathstroke per essersi "addolcito" a causa dell'amore per suo figlio. Beast Boy, nel tentativo di fermare la sua furia, si trasformò in una piccola mosca e poi le volò negli occhi per distrarla. Questo alla fine la spinse oltre il limite finendo per far crollare l'intero complesso dell'H.I.V.E su se stessa nel tentativo di uccidere i Titani. Nonostante la scoperta delle sue vere intenzioni, una sua statua fu collocata nel memoriale di Titans Tower. Le sue vere attività non furono mai rese pubbliche, a suo fratello fu semplicemente detto che era morta in battaglia. Successivamente, Batman alla fine gli rivelò la verità in un numero di Batman and the Outsiders, spingendo Brion a cambiare il suo costume in verde e oro, poiché considerava l'originale marrone e arancione troppo simili al vestito indossato da sua sorella.
Durante il crossover La notte più profonda, Terra viene rianimata come una Lanterna Nera, seducendo Beast Boy con una illusione per nascondere il suo aspetto decadente, ma quest'ultimo viene salvato dall'intervento di Starfire. Successivamente Terra va alla base degli Outsiders per incontrare suo fratello Geo-Force, dicendogli che è libera dal controllo delle Lanterne Nere, ma poi viene rivelato che è solo un bluff per tenergli una trappola. Dopo una breve lotta, Geo-Force imprigiona Terra nella roccia mentre l'anello del potere nero viene distrutto da Halo. Verrà liberata da Nightwing (Dick Grayson).

## Poteri e abilità
Terra può contare su potenti poteri geocinetici, che interessano rocce, massi, e fango, ma non la sabbia e nemmeno la vegetazione.
Terra inoltre possiede anche una telepatia molto potente, grazie a questa è in grado di leggere nel pensiero, immagazzinare grandi quantità di ricordi propri ed altrui, proiettare pensieri ed illusioni estremamente reali, alterare percezioni e memorie, assoggettare completamente il prossimo, possedere mente e corpo altrui e trasmettere sensazioni empatiche.

## Altri media

### Serie televisiva animata
Nella serie animata Teen Titans, Terra è stata caratterizzata in maniera molto diversa rispetto alla sua controparte fumettistica. La versione animata di Terra è una ragazza insicura, confusa e spaventata dai suoi poteri e dall'incapacità di controllarli, mentre la Terra delle storie a fumetti di Marv Wolfman e George Perèz è una mercenaria astuta e sociopatica che nutre un profondo odio verso i Titani e che era in combutta con Deathstroke fin dalla sua prima apparizione.
Successivamente, grazie all'aiuto di Dick Grayson, Terra finirà col cambiare e sarà invitata ad entrare nei Giovani Titani.
Terra compare anche in alcuni episodi della serie televisiva animata Teen Titans Go! come antagonista e rivale in particolare di Corvina.